# Kallang Airport

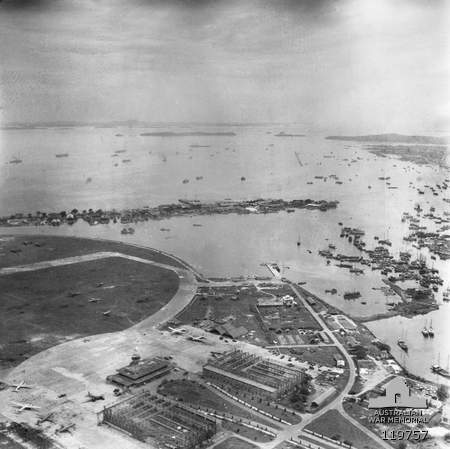
Kallang Airport in 1945

Kallang Airport (Maleis: Pangkalan Udara Kallang, Chinees: 加冷机场 (Pinyin: Jiā Lěng Jīchǎng), Tamil: காலாங் வான்முகம் (Kālāṅ Vāṉmukam)) is een voormalig vliegveld van de stadstaat Singapore. Het vliegveld was gelegen nabij de Central Area in de wijk Kallang.
De luchthaven werd op 12 juni 1937 geopend, als vervanging van de Seletar Airbase die onvoldoende capaciteit bood voor het toenemend luchtverkeer naar Singapore. Sir Cecil Clementi, gouverneur van de Straits Settlements, koos in 1931 voor Kallang als locatie. Naast een landingsplateau waar vliegtuigen vanuit alle windrichtingen konden landen was de locatie ook geschikt voor watervliegtuigen, die konden landen op het aangrenzende bekken van de Kallang rivier en dan via een scheepshelling naar de terminal konden taxiën. Voor de aanleg, van 1932 tot 1937, moest moeras worden drooggelegd.
In het begin van de Tweede Wereldoorlog werd de luchthaven als basis van de Royal Air Force ingezet. Na de Japanse invasie van Singapore werd ook de luchthaven bezet. Het landingsplateau werd verbouwd tot een langere landingsbaan. Na de oorlog hervatten de lijndiensten van British Overseas Airways Corporation (BOAC) en Qantas, en startte ook de lokale luchtvaartmaatschappij Malayan Airways in 1947. Krachtigere en grotere vliegtuigen vereisten een langere landingsbaan, die op de locatie van Kallang een lokale weg kruiste. Bij elke start of landing gaven verkeerslichten aan dat gebruik van de weg tijdelijke was opgeschort. Deze situatie werd onhoudbaar en van 1951 tot 1955 werd gebouwd aan een nieuwe internationale luchthaven 8 km verder van het stadscentrum in de wijk Paya Lebar. Na opening van Singapore International Airport in 1955 werd de luchthaven van Kallang gesloten. De huidige luchthaven van Singapore, de Internationale luchthaven Changi dateert van 1981.